# Luís Adriano Alves de Lima Gordilho
Adriano Alves de Lima Gordilho, segundo barão de Itapuã (Mapele, 12 de agosto de 1830 - 18 de outubro de 1892), foi um médico brasileiro, professor da Faculdade de Medicina da Bahia. Conselheiro do Império, recebeu o título de Barão de Itapoan, e foi também condecorado com a Comenda da Imperial Ordem da Rosa.

## Biografia
Adriano Alves de Lima Gordilho nasceu em 12 de agosto de 1830, no Engenho Santana de Mapele, de propriedade de seus pais, o Tenente Coronel João Pedro Alves da Costa Gordilho e Adriana Sofia de Lima Gordilho. Foi o segundo filho de um total de nove descendentes.
Cursou a Faculdade de Medicina da Bahia, a primeira do Brasil, e se formou em 1851, apresentando a tese inaugural A Medicação Revulsiva. Após sua graduação, seguiu para a França, onde realizou curso de extensão na Faculdade de Medicina de Paris. De regresso à Bahia, prestou concurso e foi unanimemente aprovado a Opositor da Seção de Cirurgia em 1856, e mais adiante, em 1862, após vagar a cadeira do ilustre titular Jonathan Abbott, também por concurso foi habilitado pela Congregação a Lente (professor catedrático) de Anatomia Descritiva. Em 1875, tornou-se Lente de Obstetrícia, prestando grandes contribuições para o desenvolvimento da Ginecologia e Obstetrícia na Bahia durante o período imperial. O Barão de Itapoan obteve uma situação de excepcional importância na sociedade de sua terra.
Além de professor catedrático, Dr. Adriano Gordilho foi também memorialista - professor indicado anualmente para redigir a memória histórica do ano seguinte da Faculdade de Medicina, retratando não só as ocorrências mais importantes do período, como também os comentários que o autor julgasse pertinentes. Dr. Adriano foi memorialista do ano de 1868.
Durante seu curso em Paris, enamorou-se de uma jovem francesa, Marie Augustine Blénard Bouchène, chegando ela à Salvador em novembro de 1857, quando celebraram seu casamento na Igreja da Sé. O casal não teve descendentes, mas criou e educou um sobrinho afilhado, Manoel de Sá Gordilho, que também cursou e se graduou em Medicina. Tiveram ainda outros apadrinhados, a quem ensinaram a língua francesa fluente e prepararam com uma educação de fino trato.
Adriano Gordilho ficou viúvo em 1879, casando em segundas núpcias em 1881 com Margarida Conceição Moreira Bastos, natural de Porto, Portugal. Tiveram três filhos: José, Adriano e Maria Margarida. Os dois meninos faleceram com tenra idade, um deles com febre amarela, no momento preciso da sua aposentadoria como professor da Faculdade de Medicina. De acordo com Brás do Amaral, na biografia por ele escrita, o Barão de Itapoan havia entrado num estado de melancolia, com todas essas perdas, vindo a tirar sua preciosa vida em 18 de outubro de 1892, causando grande consternação à sociedade baiana.

## Títulos
Em 27 de março de 1872, por decreto Imperial de D. Pedro II, de quem Adriano Gordilho era amigo e conselheiro, recebeu o título de Barão de Itapoan, único professor da Faculdade de Medicina a receber título de nobreza.

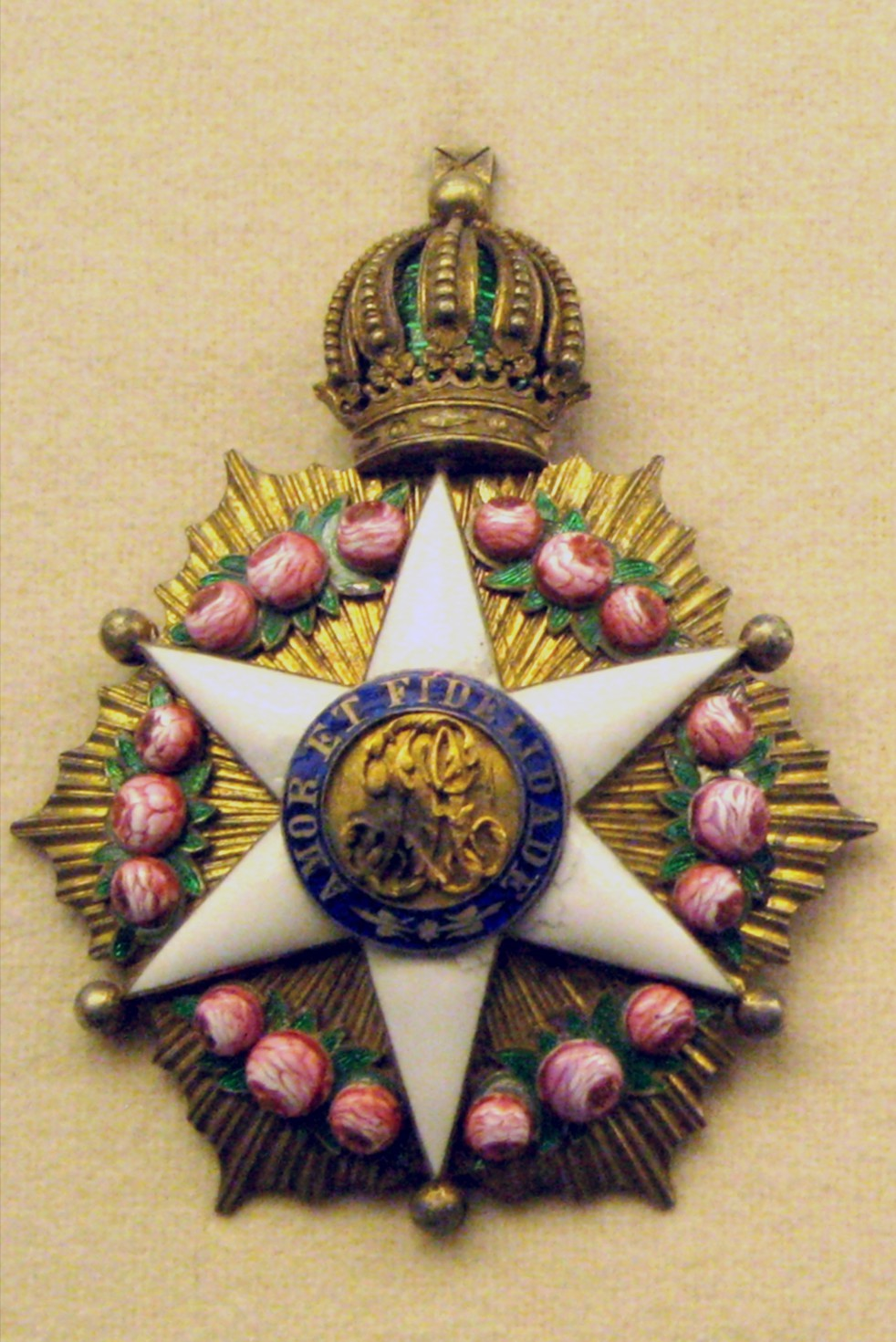
Comenda da Ordem da Rosa

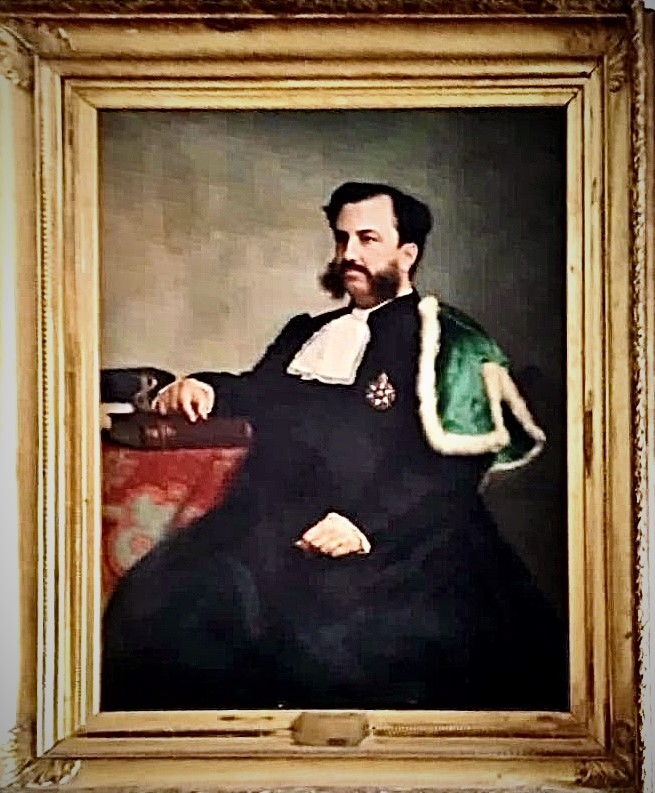
Barão de Itapoan, portando a comenda da Ordem da Rosa

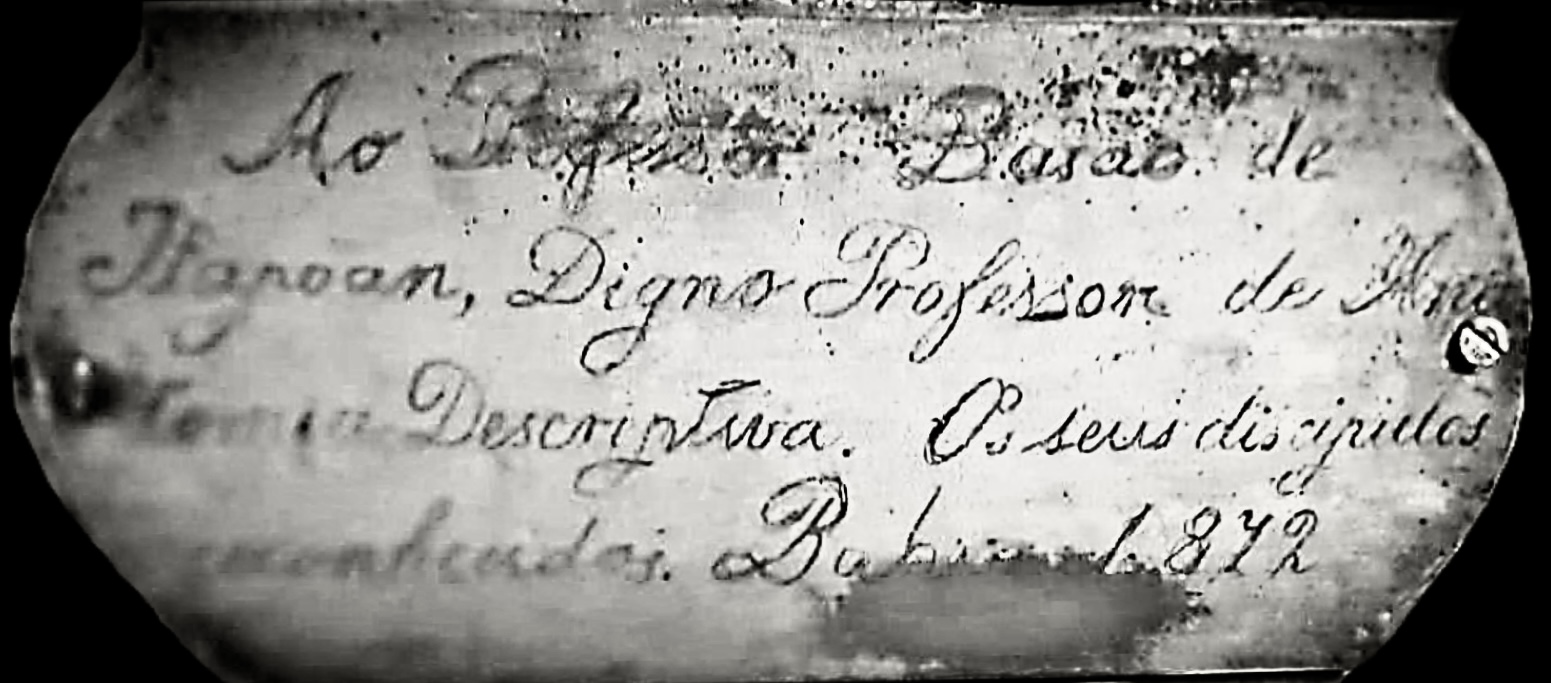
Placa em prata cravada na moldura da pintura a óleo ofertada pelos alunos de Anatomia Descritiva da Faculdade de Medicina da Bahia, em reconhecimento.

Foi recipientário da Comenda Imperial da Ordem da Rosa, no grau de Comendador, em reconhecimento aos relevantes serviços prestados como professor à humanidade.

## Legado
Dr. Adriano Gordilho teve forte influência na vida acadêmica e educação de alguns estudantes de Medicina, tendo sido reconhecido através de agradecimentos em suas dissertações. Um dos alunos, Abdon Baptista. escreveu no frontispício de sua tese de doutoramento, em 1874, agradecendo, com destaque, ao Barão de Itapoan, e a vários outros nomes de pessoas da família Gordilho, inclusive a Baronesa de Itapoan, permitindo supor a atuação do casal na sua formação. Tendo ido para Santa Catarina pouco depois da sua graduação, Abdon teve relevante atuação como médico, político, jornalista e comerciante, deixando um importante legado na região.
O Barão de Itapoan foi mecenas do médico psiquiatra Juliano Moreira, filho de Galdina do Amaral, cozinheira da residência do Barão, e do português Manoel Moreira Jr. Aos 14 anos, Juliano Moreira ingressou na Faculdade de Medicina da Bahia, se formando aos 19 anos, revelando toda a sua genialidade.
Sempre muito querido dos seus alunos, várias turmas lhe ofertaram significativos presentes, como o quadro a óleo da sua pessoa, portando a Comenda da Ordem da Rosa, e com um cartão de prata com a mensagem da turma dos formandos daquele ano: “Ao Professor Barão de Itapoan, Digno Professor de Anatomia Descriptiva. Os seus discípulos reconhecidos. Bahia, 1872”.

Segue um pequeno trecho do discurso do Barão, ao paraninfar a turma dos formandos de 1886:
“A Humanidade, Senhores Doutorandos,
É uma das mais belas virtudes que ornam o coração da criatura,
Porque ela nos torna capazes dos mais nobres esforços,
E da mais generosa dedicação, em prol dos nossos semelhantes.”

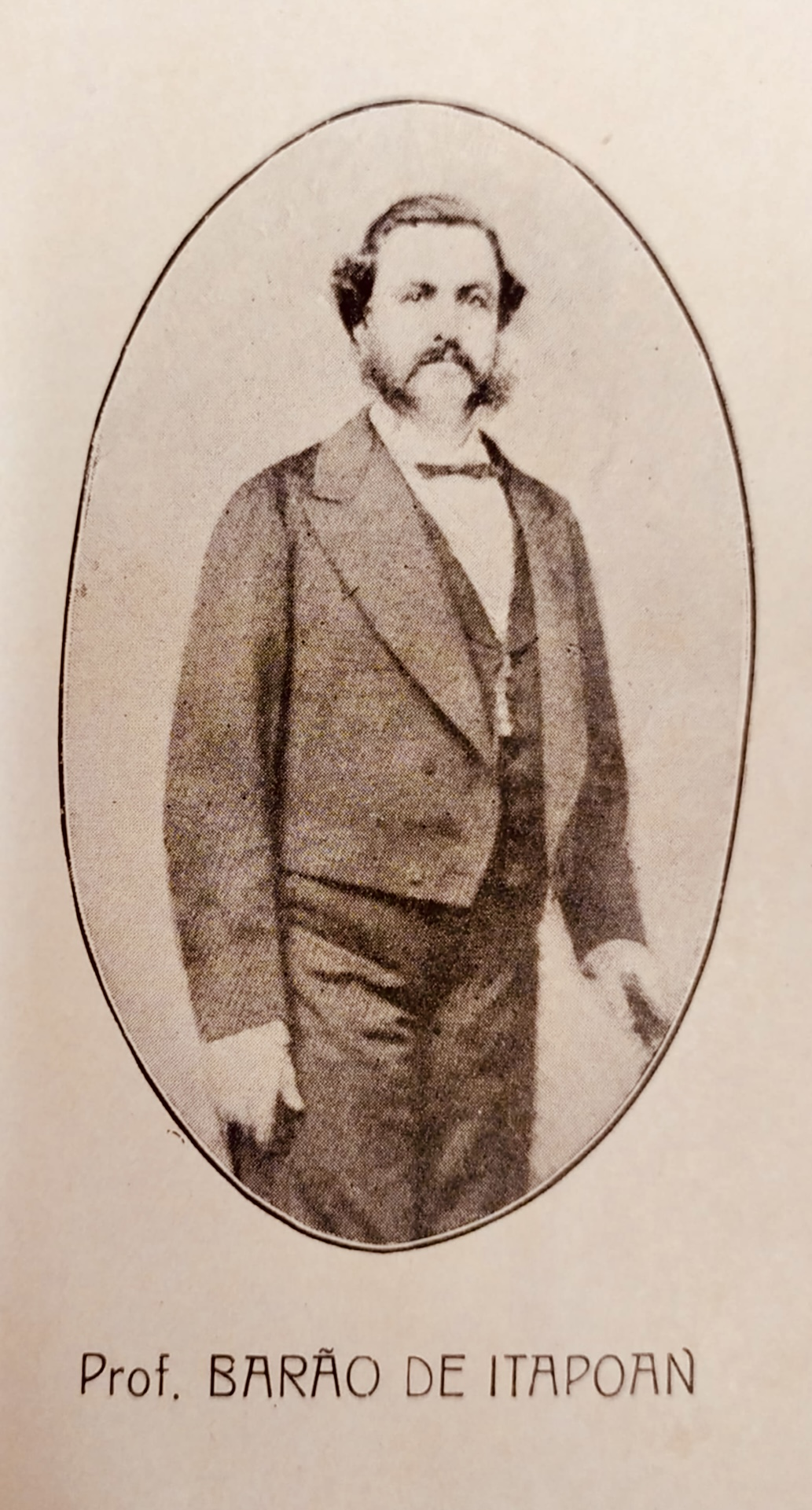
Dr. Adriano Gordilho, fotografia tirada na década de 1850

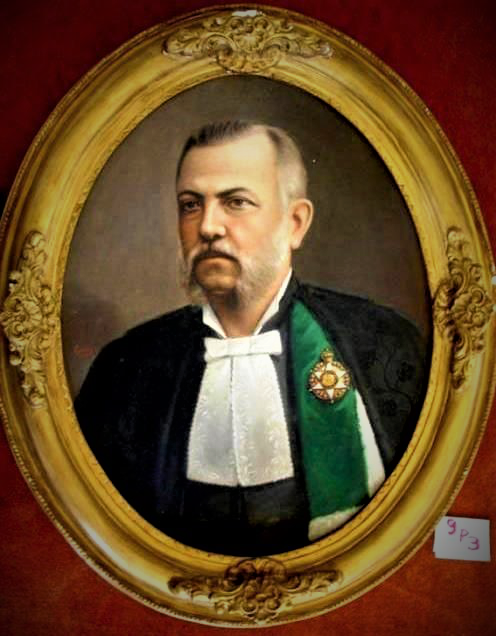
Prof. Barão de Itapoan - Retrato que consta na Sala dos Lentes na Faculdade de Medicina da Bahia

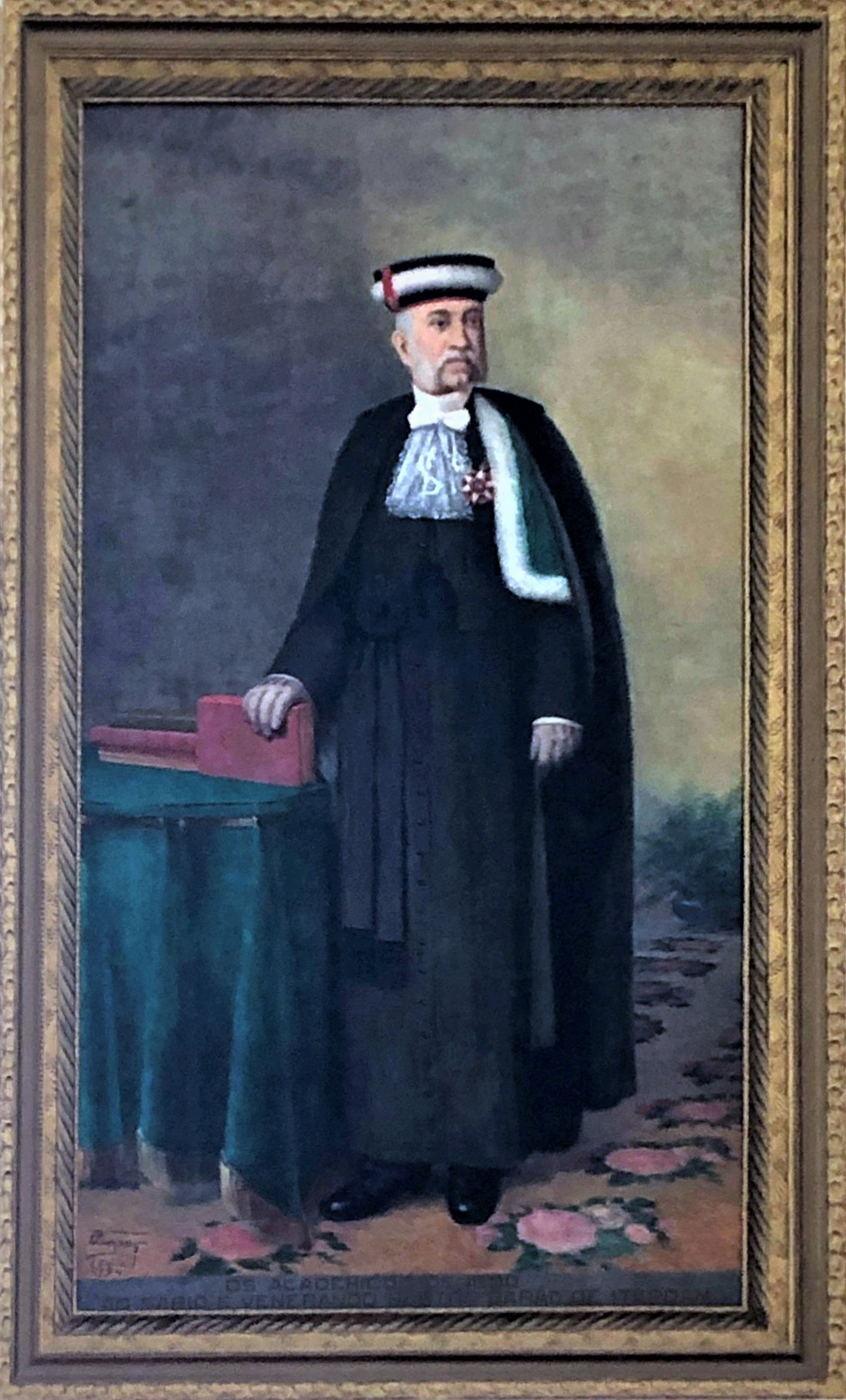
Dr. Adriano Gordilho, Barão de Itapoan, como professor catedrático de Obstetrícia da Faculdade de Medicina da Bahia.